# Psammotettix excavatus
Psammotettix excavatus är en insektsart som beskrevs av Paul W. Oman 1931. Psammotettix excavatus ingår i släktet Psammotettix och familjen dvärgstritar. Inga underarter finns listade i Catalogue of Life.